# Indiase bruinkapspecht
De Indiase bruinkapspecht (Yungipicus nanus synoniem: Dendrocopos nanus) is een vogel uit de familie Picidae (Spechten).

## Verspreiding en leefgebied
Deze soort komt voor in India en Sri Lanka en telt vier ondersoorten:
- Y. n. nanus: noordoostelijk Pakistan, westelijk en noordelijk India en Bangladesh.
- Y. n. hardwickii: centraal India.
- Y. n. cinereigula: zuidelijk India.
- Y. n. gymnopthalmos: Sri Lanka.

## Status
De grootte van de populatie is niet gekwantificeerd maar de soort wordt omschreven als plaatselijk algemeen. Op de Rode lijst van de IUCN heeft deze soort de status niet bedreigd.